# Andreï Smirnov (acteur)
Pour les articles homonymes, voir Andreï Smirnov et Smirnov.
Andreï Sergueïevitch Smirnov (en russe : Андpeй Сepгeeвич Смирнов), né le 12 mars 1941 à Moscou, est un acteur et réalisateur russe, notamment connu comme réalisateur des films Le Début d'un siècle inconnu (Начало неведомого века, 1967), La Gare de Biélorussie (Белорусский вокзал, 1971) et Automne (Осень, 1974), et comme acteur dans Elena (Елена) d'Andreï Zviaguintsev. Il a été membre du jury à la Berlinale 1988.

## Biographie
En tant que réalisateur, il fait ses débuts avec le film de guerre Un pouce de terre (1964, aux côtés de Boris Iachine) adapté de l'histoire du même nom de Grigori Baklanov.
Le premier grand succès d’Andreï Smirnov s’est produit lorsqu’il a dirigé le film dramatique La Gare de Biélorussie (1971), qui montrait l’atmosphère psychologique d’événements étroitement liés à la mémoire de la Grande Guerre patriotique.
Dans son film suivant, Automne (1974), il aborde le thème de l'amour avec une audace inhabituelle pour l'époque à propos de la relation entre un homme et une femme de trente ans.
Après le film Par la foi et la vérité (1979), consacré aux différentes étapes de la construction de Moscou, Smirnov a décidé de quitter le cinéma. La raison en était la censure de diverses autorités et l'insatisfaction à l'égard de son propre travail.
Smirnov a commencé à travailler principalement en tant que scénariste et dramaturge. Sa pièce de théâtre My Own en 1985 a été mise en scène au théâtre académique de la Satire de Moscou.
Il a écrit des scénarios pour les films Sentimental Journey to Potatoes (1986), Je faisais tout ce que je pouvais (1986), ainsi que pour les épisodes The Medicine of Fear de la deuxième saison de la série télévisée Beyond the Wolves (2004).
Dans les années 1990, Smirnov organisa des représentations télévisées, des concerts télévisés et des productions théâtrales. Parmi eux, Dîner au Théâtre d'art de Moscou, Théâtre-Studio O. Tabakov (1994), Un mois à la campagne dans la Comédie-Française (1997).
En 2011, il retourne à la réalisation de films et réalise un drame national Une femme simple, jouant simultanément le rôle de scénariste et producteur. Le film a été reconnu meilleur film de l'année par le prix du cinéma russe Nika. Il a également reçu quatre autres prix Nika – pour le meilleur scénario, le meilleur rôle féminin, le meilleur acteur dans un second rôle et pour le meilleur travail du créateur de costumes.
Andrei Smirnov en tant qu'acteur a joué dans un certain nombre de rôles notables. Parmi ses œuvres, les rôles principaux dans les films Tchernov (1990) de Sergueï Iourski, Le Journal de sa femme (2000) d'Alekseï Outchitel, Pères et Fils (2008) d'Avdotia Smirnova et Elena (2011) d'Andreï Zviaguintsev. Smirnov a également joué dans la série The Right to Defence (2002), The Idiot (2003), The Instructor (2003), Moscow Saga (2004), The First Circle (2006), The Apostle (2008), Heavy Sand (2008). Churchill (2009), Le Dégel (2013), Black Cats (2013), etc.
Andrei Smirnov était engagé dans des activités publiques. En 1988-1990, il était premier secrétaire par intérim de l'Union des directeurs de la photographie de l'URSS.
Entre 1987 et 1995, il était directeur artistique du studio Debut.
Il a enseigné dans les High Courses pour scénaristes et réalisateurs.

## Filmographie partielle

### Comme acteur

#### Au cinéma
- 1962 : Neuf jours d'une année (Девять дней одного года, Deviat dney odnogo goda), de Mikhaïl Romm : le physicien barbu
- 1966 : Guerre et Paix (Война и мир, Voïna i mir), de Serge Bondartchouk
- 1970 : Le Soleil blanc du désert (Белое солнце пустыни, Beloïe solntsé poustyni), de Vladimir Motyl
- 1995 : La Folie de Gisèle
- 2011 : Elena (Елена), d'Andreï Zviaguintsev : Vladimir, le mari d'Elena
- 2011 : Dva Dnia, de Dounia Smirnova : Le ministre

#### À la télévision
- 1996 : La Musique de l'amour : un amour inachevé, de Fabrice Cazeneuve : Le portier

### Comme réalisateur
- 1964 : Un pouce de terre (Пядь земли, Piad zemli) co-réalisé avec Boris Vladimirovitch Iachine (ru)
- 1966 : Blague (film, 1966) (ru) co-réalisé avec Boris Vladimirovitch Iachine (ru)
- 1967 : Le Début d'un siècle inconnu (ru) (Начало неведомого века, Nachalo nevedomogo veka), segment Ange
- 1971 : La Gare de Biélorussie (Белорусский вокзал, Belorusski vokzal)
- 1974 : Automne (Осень, Ossen)
- 1979 : Par la foi et la vérité (ru) (Верой и правдой, Veroï i pravdoï )
- 2011 : Il était une fois une bonne femme (Жила-была одна баба, Zhila-byla odna baba)
- 2019 : Le Français (Француз)
- 2023 : À nous et à vous ! (За нас с вами)

## Distinctions et récompenses
- Ordre du Mérite pour la Patrie, 4e classe
- Peintre du peuple de la fédération de Russie
- Grand Prix au Festival international du film de Karlovy Vary  (1971), pour La Gare de Biélorussie (Белорусский вокзал)
- Pour sa performance dans le rôle de l'écrivain Ivan Bounine dans le film Le journal de sa femme (Дневник его жены; Dnevnik ego zheny) d'Alekseï Outchitel en 2000, Smirnov a remporté plusieurs prix :
  - Prix Frieda B. au VI Festival international du film sur les droits de l'homme Stalker (2000)
  - Prix du meilleur acteur - Festival international du film de Minsk Listapad (2000)
  - Prix du meilleur acteur - Prix national de l'Académie russe des arts cinématographiques (Prix Nika) (2000)
  - Prix du meilleur acteur - 7e Festival Gatchina Littérature et Cinéma (2001)
- Prix du Président du Festival, XIXe Festival de Vyborg (août 2011)
- Grand Prix au 22e Festival Kinotavr à Sotchi (Juin 2011)
- 25e cérémonie des Nika : Nika du meilleur film et du meilleur scénario pour le film Il était une fois une femme simple  (Жила-была одна баба, Zhila-byla odna baba).